# スター・ツアーズ:ザ・アドベンチャーズ・コンティニュー
- ディズニーパーク > 東京ディズニーリゾート > 東京ディズニーランド
  - トゥモローランド > スター・ツアーズ:ザ・アドベンチャーズ・コンティニュー
  - 東京ディズニーランドのアトラクションの一覧 > スター・ツアーズ:ザ・アドベンチャーズ・コンティニュー

スター・ツアーズ：ザ・アドベンチャーズ・コンティニュー (Star Tours: The Adventures Continue)は、ディズニーパークにあるフライトシミュレータ型アトラクションの一つ。

## このアトラクションが存在するパーク
- ディズニー・ハリウッド・スタジオ（ウォルト・ディズニー・ワールド・リゾート）
- ディズニーランド（ディズニーランド・リゾート）
- 東京ディズニーランド（東京ディズニーリゾート）
- ディズニーランド・パーク（ディズニーランド・パリ）

## 概要
時系列は前作『スター・ツアーズ』よりかなり過去になり、『スター・ウォーズ エピソード3/シスの復讐』と『スター・ウォーズ エピソード4/新たなる希望』の間の銀河帝国時代となっている。これにより前作のストーリーはパラレルワールド扱いとなったが、一方で前作では未反映だったプリクエル・トリロジー（エピソード1 - 3）と整合するようになり、また後のシークエル・トリロジー（エピソード7 - 9）にも繋がるようになっている。
スター・ツアーズから大きく変わった点は、映像が3Dになった事である。また、シーンごとに用意された複数のシナリオがランダムに選択されるシステムを導入しており、乗車のたびに異なるストーリーが展開される。アトラクション乗車中には、タトゥイーンやナブー、コルサントなどといった、シリーズでおなじみの惑星が登場する。

## 経緯
2005年4月、インディアナポリスで開催された「スター・ウォーズ セレブレーション 3」（ルーカスフィルム主催のファンイベント）において、今後のスター・ウォーズの企画について質問されたジョージ・ルーカスが、「まず、スター・ツアーズをリニューアルするつもりだ」と答えている。
2009年9月10日から9月13日まで、アメリカで行われていたディズニーのファンイベント「D23エキスポ」にて、『STAR TOURS』が『STAR TOURS II』としてリニューアルされることが発表された。この時、リニューアルの対象とされたのは、アナハイム版とフロリダ版。D23エキスポの映像からはエピソード1のポッド・レースを飛行しているスタースピーダー1000が確認できた。
2010年5月、ウォルト・ディズニー・カンパニーは、ディズニーランドおよびディズニー・ハリウッド・スタジオのスター・ツアーズを終了することを発表、続く6月11日には、終了するスター・ツアーズに代わるアトラクションが、エピソード3とエピソード4の間を舞台にした『スター・ツアーズ：ザ・アドベンチャーズ・コンティニュー』となることが発表された。
2010年8月12日、オーランドで開催された『スター・ウォーズ セレブレーション 5』で、『スター・ツアーズ：ザ・アドベンチャーズ・コンティニュー』の宣伝が行われる。
2010年9月24日、「D23エキスポ」にて、『スター・ツアーズ：ザ・アドベンチャーズ・コンティニュー』に登場する新キャラクター、AC-38とアリィ・サン・サンの紹介が行われる。アリィ・サン・サンの声優が、アリソン・ジャネイとなることも同時に発表された。
2015年、『スター・ウォーズ/フォースの覚醒』に登場するシーンやキャラクターの新たな映像が追加されることが発表された。アメリカでは2015年11月16日、日本では2016年2月2日に追加され、これによりストーリーは54通りから96通りとなった。
2017年4月15日、『スター・ウォーズ セレブレーション オーランド』で、『スター・ウォーズ/最後のジェダイ』に登場する惑星クレイトのシーンが追加されることが発表され海外ディズニーパークにある「スター・ウォーズ:ギャラクシーズ・エッジ」舞台である惑星バトューが登場した。また「スター・ウォーズ・プログラム“フィール・ザ・フォース”」が東京ディズニーランドで開催された。
2019年12月20日、完結編の『スター・ウォーズ/スカイウォーカーの夜明け』のシーンが3つ追加された。

## ストーリー
スター・ツアーズ社を始めとする各宇宙旅行会社では、最新型のスペースライナー「スタースピーダー1000」が新たに導入された。
スター・ツアーズ社のスタースピーダー・1401便は、整備不良があった為、出航前に再点検を行う事となった。システムアナリストのC-3POは、パイロット・ドロイドのAC-38と交代して1401便に乗り込み、機体の点検を行っていたが、突然発進許可が出てしまい、オートパイロットに従ってそのまま発進してしまう。
1401便は、以下の4つのいずれかで発進してしまう。
1. ダース・ベイダーとストームトルーパーの戦闘部隊が1401便の発進を阻止しようとする。乗客の1人が反乱軍スパイだと言うのだ。TIEファイターの追撃や、スター・デストロイヤーもかわして1401便はハイパースペースへと逃げ込む。
2. ドロイドが船のスキャンを行い、乗客の1人を反乱軍スパイと認識する。1401便の近くに停泊していたミレニアム・ファルコンではハン・ソロがストームトルーパーと銃撃戦を行っていた。1401便はミレニアム・ファルコンに続いて出発、スター・デストロイヤーの傍をすり抜けてハイパースペースにジャンプする。
3. カイロ・レンとストームトルーパーの戦闘部隊が1401便の発進を阻止しようとする。乗客の1人がスパイだと言うのだ。TIEファイターの追撃や、スター・デストロイヤーもかわして1401便はハイパースペースへと逃げ込む。
4. ドロイドが船のスキャンを行い、乗客の1人をスパイと認識する。1401便の近くに停泊していたミレニアム・ファルコンではレイがストームトルーパーと銃撃戦を行っていた。1401便はミレニアム・ファルコンに続いて出発、スター・デストロイヤーの傍をすり抜けてハイパースペースにジャンプする。

ハイパースペースを離脱した1401便は以下の5つの惑星の1つに姿を現す。
1. 1401便はホスの地表に出現し、AT-ATへの攻撃を行うスノースピーダー部隊に加勢した後、再び宇宙へと戻る。
2. 1401便はキャッシークの上空に出現し、チューバッカたちウーキーと森の中で帝国軍のスカウトトルーパーの追跡を振り切った後、再び宇宙へと戻る。
3. 1401便はタトゥイーンで開催中のポッドレースに飛び込む。ゴールした後、再び宇宙へと戻る。
4. 1401便はジャクーの地表に出現し、フィンやレイの搭乗しているミレニアム・ファルコンとTIEファイターのドッグファイトに巻き込まれる。スター・デストロイヤーの中へ突入した後、一度止まり、その後再び宇宙へと戻る。
5. 1401便はエンドアシステムに到着したが、ケフ・ビルの水上に出現し、乱流サーフィンところに第2デス・スターの中へ突入した。ディアノガに巻き込まれたところ、再び宇宙へと戻る。

宇宙へ戻った1401便に反乱軍から、乗客の中にいる反乱軍スパイを守り、無事に送り届けるようメッセージが届く。メッセージの主は以下の7人の中から1人。
1. ヨーダ
2. アクバー提督
3. レイア・オーガナ
4. BB-8
5. ポー・ダメロン
6. マズ・カナタ
7. ランド・カルリジアン

再びハイパースペースにジャンプした後、1401便は次の5つの目的地の1つに到着する。
1. 1401便はコルサント上空に出現し、蜘蛛型のバズ・ドロイドに襲われる。地上へと急降下していった1401便はどうにか着床プラットフォームへと着陸する。
2. 1401便はナブー上空での宇宙戦の真っ只中に出現する。1401便はナブーN-1・スターファイター（英語版）の部隊に従ってオータグンガの近くの海中へと入り、グンガン族の水中都市へ。シール将軍の案内に従うが、途中、コロー・クロー・フィッシュに襲われる。どうにかモンスターをかわし、地上へと戻った1401便は着床プラットフォームに不時着する。
3. 1401便はジオノーシスの輪で、ボバ・フェットの乗るスレーヴIに追跡され、建造中のデス・スターに追い込まれる。そこで、ダース・ベイダーとTIEファイターに追われてしまう。1401便は建造中のデス・スターの内部を通過して難を逃れるが、再びボバ・フェットと遭遇し、攻撃を受ける。どうにか危機を脱した1401便は反乱軍艦隊と合流するためにハイパースペースへジャンプし、アクバー提督の乗るホーム・ワンのハンガー・ベイに着床する。
4. 1401便はクレイト上空に出現し、ファースト・オーダーとレジスタンスの戦いに巻き込まれる。TIEファイターから逃れるため洞窟の中をくぐり抜けるとAT-M6に乗るハックス将軍に撃墜されそうになるが、AT-M6を倒し、1401便はハイパースペースへジャンプする。
5. 1401便はエクセゴル上空に出現し、レジスタンスとパルパティーン皇帝のファイナル・オーダー艦隊との戦闘に参加し、ファイナル・オーダー艦隊に倒すことに成功した。その後1401便はハイパースペースへジャンプする。

三度目のハイパースペースから抜けた後、1401便は次の2つの目的地の1つに到着する。
1. 1401便はバトゥーに到着し、C-3POは新たな冒険をほのめかす。
2. 1401便はスター・ツアーズ社のスペースポートTHX1138に帰還する。

{\displaystyle 4\times 5\times 7\times 5\times 2} で、計96通りのストーリーとなる（それぞれの分岐に相関関係や因果関係は無い）。

## 登場キャラクター
進行ルートによっては、遭遇しないキャラクターもいる。
英語版の声優については下記のサイトの情報に依る。
- Star Tours: The Adventures Continue (2011) - Full cast and crew, IMDb 2010年9月25日閲覧。

| - C-3PO（声優：アンソニー・ダニエルズ） - R2-D2 - アリィ・サン・サン（声優：アリソン・ジャネイ） - AC-38（声優：リンジー・シュネビー） - ダース・ベイダー（声優：ジェームズ・アール・ジョーンズ） - ストームトルーパー - スカウト・トルーパー - サンド・アクア・モンスター - ジャー・ジャー・ビンクス | - ヨーダ（声優：フランク・オズ） - アクバー提督（声優：トム・ケイン） - レイア・オーガナ（俳優：キャリー・フィッシャー、声優：ジュリー・ドーラン） - チューバッカ - ハン・ソロ - ボバ・フェット（声優：ディー・ブラッドリー・ベイカー） - シール将軍（声優：フレッド・タタショア） - セブルバ - バズ・ドロイド | - RX-24（声優：ポール・ルーベンス） - G2-9T（声優：トム・フィッツジェラルド） - G2-4T（声優：パトリック・ウォーバートン） - コロー・クロー・フィッシュ - オピー・シー・キラー - レッドガード - モン・モスマ - BB-8 - フィン（俳優：ジョン・ボイエガ） | - カイロ・レン（声優：アダム・ドライバー） - ポー・ダメロン（俳優：オスカー・アイザック） - マズ・カナタ（声優：ルピタ・ニョンゴ） - レイ（俳優：デイジー・リドリー） - ハックス将軍（俳優：ドーナル・グリーソン） - ランド・カルリジアン（俳優：ビリー・ディー・ウィリアムズ） |

## 各施設の紹介

### ディズニー・ハリウッド・スタジオ
| スター・ツアーズ：ザ・アドベンチャーズ・コンティニュー Star Tours: The Adventures Continue | スター・ツアーズ：ザ・アドベンチャーズ・コンティニュー Star Tours: The Adventures Continue | スター・ツアーズ：ザ・アドベンチャーズ・コンティニュー Star Tours: The Adventures Continue | スター・ツアーズ：ザ・アドベンチャーズ・コンティニュー Star Tours: The Adventures Continue |
| ------------------------------------------------------------------------------------------ | ------------------------------------------------------------------------------------------ | ------------------------------------------------------------------------------------------ | ------------------------------------------------------------------------------------------ |
| オープン日                                                                                 | オープン日                                                                                 | 2011年5月20日                                                                              | 2011年5月20日                                                                              |
| スポンサー                                                                                 | スポンサー                                                                                 | なし                                                                                       | なし                                                                                       |
| 所要時間                                                                                   | 所要時間                                                                                   | 約4分30秒                                                                                  | 約4分30秒                                                                                  |
| 定員                                                                                       | 定員                                                                                       | 40                                                                                         | 40                                                                                         |
| 利用制限                                                                                   |                                                                                            | なし                                                                                       | なし                                                                                       |
| ファストパス                                                                               | ファストパス                                                                               |                                                                                            | ○                                                                                          |
| シングルライダー                                                                           | シングルライダー                                                                           |                                                                                            | 対象外                                                                                     |

### ディズニーランド
| スター・ツアーズ：ザ・アドベンチャーズ・コンティニュー Star Tours: The Adventures Continue | スター・ツアーズ：ザ・アドベンチャーズ・コンティニュー Star Tours: The Adventures Continue | スター・ツアーズ：ザ・アドベンチャーズ・コンティニュー Star Tours: The Adventures Continue | スター・ツアーズ：ザ・アドベンチャーズ・コンティニュー Star Tours: The Adventures Continue |
| ------------------------------------------------------------------------------------------ | ------------------------------------------------------------------------------------------ | ------------------------------------------------------------------------------------------ | ------------------------------------------------------------------------------------------ |
| オープン日                                                                                 | オープン日                                                                                 | 2011年6月3日                                                                               | 2011年6月3日                                                                               |
| スポンサー                                                                                 | スポンサー                                                                                 | なし                                                                                       | なし                                                                                       |
| 所要時間                                                                                   | 所要時間                                                                                   | 約4分30秒                                                                                  | 約4分30秒                                                                                  |
| 定員                                                                                       | 定員                                                                                       | 160名(1キャビン40名×4台)                                                                   | 160名(1キャビン40名×4台)                                                                   |
| 利用制限                                                                                   |                                                                                            | 身長102cm以上                                                                              | 身長102cm以上                                                                              |
| ファストパス                                                                               | ファストパス                                                                               |                                                                                            | ○                                                                                          |
| シングルライダー                                                                           | シングルライダー                                                                           |                                                                                            | 対象外                                                                                     |

### 東京ディズニーランド
| スター・ツアーズ"ザ・アドベンチャーズ・コンティニュー" Star Tours: The Adventures Continue | スター・ツアーズ"ザ・アドベンチャーズ・コンティニュー" Star Tours: The Adventures Continue | スター・ツアーズ"ザ・アドベンチャーズ・コンティニュー" Star Tours: The Adventures Continue | スター・ツアーズ"ザ・アドベンチャーズ・コンティニュー" Star Tours: The Adventures Continue |
| ------------------------------------------------------------------------------------------ | ------------------------------------------------------------------------------------------ | ------------------------------------------------------------------------------------------ | ------------------------------------------------------------------------------------------ |
| オープン日                                                                                 | オープン日                                                                                 | 2013年5月7日                                                                               | 2013年5月7日                                                                               |
| スポンサー                                                                                 | スポンサー                                                                                 | JCB (2014年7月1日-)                                                                        | JCB (2014年7月1日-)                                                                        |
| 所要時間                                                                                   | 所要時間                                                                                   | 約4分30秒                                                                                  | 約4分30秒                                                                                  |
| 定員                                                                                       | 定員                                                                                       | 240名(1キャビン40名×6台)                                                                   | 240名(1キャビン40名×6台)                                                                   |
| 利用制限                                                                                   |                                                                                            | 身長102cm以上                                                                              | 身長102cm以上                                                                              |
| ファストパス                                                                               | ファストパス                                                                               |                                                                                            | 2022年現在はサービス停止中                                                                 |
| シングルライダー                                                                           | シングルライダー                                                                           |                                                                                            | 対象外                                                                                     |

2011年11月16日にオリエンタルランド社広報として、アトラクション『スター・ツアーズ』を『スター・ツアーズ：ザ・アドベンチャーズ・コンティニュー』にリニューアルすることが発表された。総投資額は、約70億円。
ファストパス発券所は、アトラクション施設近隣ではなくトゥモローランド・ホール横（ステラ・スウィート跡地）にある。
2013年4月11日に行われた「東京ディズニーリゾート30周年“ザ・ハピネス・イヤー”」のプレスプレビューの一部として、報道陣に公開された。4月22日から5月4日までスニークプレビューが行われ、4月30日からはファストパスの発券も行われた。
2014年6月30日をもってキャプテンEOがクローズするのに伴い、それまでスポンサーだったJCBが7月1日から本アトラクションのスポンサーとなった。これに伴い、かつてスポンサーだった名残であるパラボラアンテナのPanasonicの文字が塗りつぶされた。
グランドオープンとなった2013年5月7日は、開園後1時間となる午前10時の時点で約210分待ちとなった。
2023年7月26日から「40周年記念プライオリティパス」を導入している。
プレショーでの搭乗中の注意事項の説明は、以前の人間アテンダントによる説明に代わり、ドロイドによる説明になっている。途中で一時的に英語での説明（併せて簡体字中国語の字幕表示）になる。
キューラインのスペースがアメリカにあるものより広いため、その内装は日本オリジナルのものになっている。

### ディズニーランド・パリ
| スター・ツアーズ：ザ・アドベンチャーズ・コンティニュー Star Tours: The Adventures Continue | スター・ツアーズ：ザ・アドベンチャーズ・コンティニュー Star Tours: The Adventures Continue | スター・ツアーズ：ザ・アドベンチャーズ・コンティニュー Star Tours: The Adventures Continue | スター・ツアーズ：ザ・アドベンチャーズ・コンティニュー Star Tours: The Adventures Continue |
| ------------------------------------------------------------------------------------------ | ------------------------------------------------------------------------------------------ | ------------------------------------------------------------------------------------------ | ------------------------------------------------------------------------------------------ |
| オープン日                                                                                 | オープン日                                                                                 | 2017年3月26日                                                                              | 2017年3月26日                                                                              |
| スポンサー                                                                                 | スポンサー                                                                                 | なし                                                                                       | なし                                                                                       |
| 所要時間                                                                                   | 所要時間                                                                                   | 約4分30秒                                                                                  | 約4分30秒                                                                                  |
| 定員                                                                                       | 定員                                                                                       | 160名(1キャビン40名×4台)                                                                   | 160名(1キャビン40名×4台)                                                                   |
| 利用制限                                                                                   |                                                                                            | 身長102cm以上                                                                              | 身長102cm以上                                                                              |
| ファストパス                                                                               | ファストパス                                                                               |                                                                                            | ○                                                                                          |
| シングルライダー                                                                           | シングルライダー                                                                           |                                                                                            | 対象外                                                                                     |